# 梁隆吉
梁隆吉（？—？），號禎宇，陝西西安府長安縣人，明朝政治人物。

## 生平
萬曆四年（1576年）丙子科陝西鄉試舉人。萬曆二十年（1592年），登第三甲第一百十八名進士。通政司觀政，十月授四川永川县知县，二十一年調富顺县，二十五年降蒲州判官，二十七年升青州府通判，三十年陞平阳府同知，三十四年升郧阳府知府，四十一年起補河南懷慶府知府，四十二年降調。

## 家族
曾祖父梁會；祖父梁丹；父親梁棟。